# 孔威島
66°8′S 65°28′W / 66.133°S 65.467°W

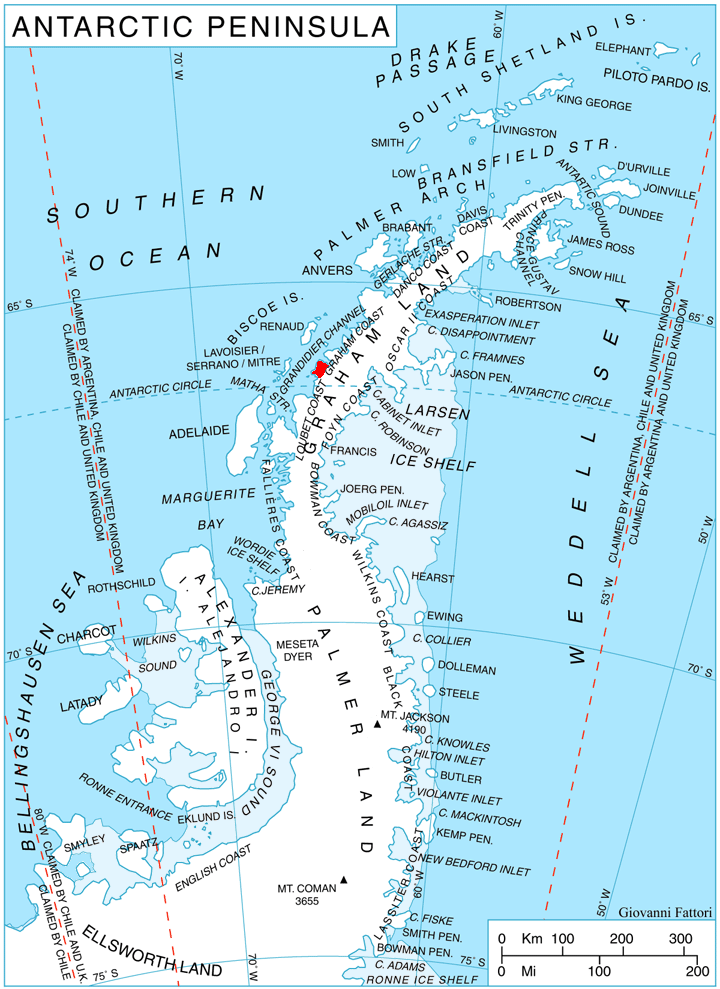

孔威島是南極洲的島嶼，位於斯特雷舍半島東北岸對開的克拉特斯灣，處於倫斯峰以西，由英國探險隊繪入地圖，以該國的登山者命名。